# Deu Veado na Cabeça
Deu Veado na Cabeça é um filme brasileiro de 1982, do gênero pornochanchada, dirigido por Bentinho.

## Sinopse
Para ganhar uma herança, três garotas terão que transformar homossexuais em seus amantes.

## Elenco
- Carmem Angélica
- Mara Carmem
- Juca de Oliveira
- Lígia de Paula
- Emerson Fittipaldi
- Heitor Gaiotti
- John Herbert
- Sérgio Hingst
- Felipe Levy
- José Lucas
- Maristela Moreno
- Rosa Maria Pestana
- Nardo Sabatini
- Osmar Santos